# Killing Ground
Killing Ground – piętnasty album studyjny heavymetalowego zespołu Saxon wydany 24 września 2001 roku przez wytwórnię Steamhammer.

## Lista utworów
1. „Prelude to War” – 1:36
2. „Killing Ground” – 5:47
3. „The Court of the Crimson King” (cover King Crimson) – 6:02
4. „Coming Home” – 3:40
5. „Till Hell Freezes Over” – 4:45
6. „Dragon's Lair” – 3:41
7. „You Don't Know What You've Got” – 5:01
8. „Deeds of Glory” – 4:37
9. „Running for the Border” – 4:26
10. „Shadows on the Wall” – 6:18
11. „Rock Is Our Life” – 3:56

## Twórcy
| Saxon w składzie - Biff Byford – wokal, producent - Paul Quinn – gitara - Doug Scarratt – gitara - Nibbs Carter – gitara basowa - Fritz Randow – perkusja | Personel - Rainer Hänsel – producent wykonawczy, miksowanie - Nikolo Kotzev – inżynier dźwięku - Charlie Bauerfeind – inżynier dźwięku - Herman Frank – miksowanie - Paul Raymond Gregory – projekt graficzny - Nicola Rübenberg – zdjęcia |